# Прядкин, Сергей Никанорович
Сергей Никанорович Прядкин (20.06.1854, город Воронеж — 1933, там же — русский филолог, педагог-методист, редактор первого русского научного языковедческого журнала «Филологические записки».

## Биография
Его детство и юность прошли в селе неподалёку от Воронежа.
В 1877 г . окончил отделение славяно-русской филологии историко-филологического факультета Петербургского университета. С 1884 года преподаватель русского языка и словесности в различных казенных и частных учебных заведениях Воронежа, в том числе в мужской 1-й гимназии и прогимназии, женской Мариинской гимназии, реальном училище, Воронежском Михайловском кадетском корпусе, частной женской гимназии М. П. Кожевниковой. Жил на Халютинской улице (ныне — Батуринской улице, современный д. 12).
С декабря 1907 года — председатель педагогического совета Николаевской женской прогимназии.
С 1886 г. С. Н. Прядкин — член губернского статистического комитета.

## Творчество
После смерти в 1899 г. основателя «Филологических записок» А. А. Хованского труд по редактированию журнала взял на себя С. Н. Прядкин и был бессменным редактором до 1917 г. Он привлекает к сотрудничеству в « Филологических записках» крупных ученых и опытных практиков. Сам С. Н. Прядкин опубликовал на страницах журнала множество статей лингвистического и историко-литературного характера. Для краеведов интересны, в частности, очерк о говоре с. Сергеевки Бобровского уезда, статьи-некрологи об А. А. Хованском, этнографе М. А. Дикареве.
Особенно много занимался С. Н. Прядкин изучением биографии и творчества замечательных уроженцев Воронежа — А. В. Кольцова и И. С. Никитина. Так, в выпусках «Филологических записок» за 1899, 1902 и 1905 гг. печаталось исследование С. Н. Прядкина о А. В Кольцове, выпущенное отдельным изданием в 1906 г. под названием «Очерк поэзии А. В. Кольцова». Работы С. Н. Прядкина, посвященные А. В. Кольцову и С. Н. Никитину, публиковались и в послереволюционное время.

## Основные труды
- Краткий очерк говора села Сергеевки (Бобровского уезда Воронежской губернии) // Филологические записки. — 1885. — Вып. 3. — С. 11—22 (4-я паг.); Вып. 4/5. — С. 23—32 (7-я паг.).
- Историческое и фонетическое правописание требует существования в русской азбуке буквы Ѣ // Филологические записки. — 1900. — Вып. 3. — С. 12—20 (7-я паг.).
- Памяти А. С. Пушкина: [Речь, произнесенная в Мариинской Воронежской женской гимназии 26 мая 1899 г.] // Филологические записки. — 1899. — Вып. 1/2. — С. 1—18 (5-я паг.).
- Очерк поэзии Алексея Васильевича Кольцова // Филологические записки. — 1899. — Вып. 3/4. — С. I—VI, 1—26 (5—6-я паг.); 1902. — Вып. 6. — С. 27—42 (4-я паг.)
- Памяти Ивана Саввича Никитина // Филологические записки. — 1899. — Вып. 5. — С. 1—40 (1-я паг.).
- К вопросу о значении литературной деятельности Гоголя († 21 февр. 1852 г.), Жуковского († 12 апр. 1852 г.) и Никитина († 16 окт. 1861 г.) для русской литературы и развития самосознания русского общества // Филологические записки. — 1902. — Вып. 2/3. — С. 178—208 (1-я паг.)
- Еще несколько слов о положении преподавателя русского языка в средних учебных заведениях // Филологические записки. — 1900. — Вып. 1/2. — С. 18—34 (12-я паг.).
- Знаки препинания : материалы для пробных уроков по русскому языку. Употребление буквы ѣ в корнях, представках, неизменяемых окончаниях и изменяемых. Правила переноса частей слов из одной строки в другую] // Филологические записки. — 1904. — Вып. 3/4. — С. 1—62 (8-я паг.); Вып. 5/6. — С. 63—168 (7-я паг.).
- Памяти А. А. Хованского : I. Последние годы жизни, болезнь и смерть его, II. Венок на могилу его // Филологические записки. — 1899. — Вып. 1/2. — С. 1—47 (1-я паг.).
- Материалы для биографии Алексея Андреевича Хованского (с портретом) // Филологические записки. — 1899. — Вып. 1/2. — С. 1—14 (2-я паг.) ; 1900. — Вып. 1/2. — С. 15—38 (2-я паг.).
- Две преждевременных жертвы смерти // Филологические записки. — 1899. — Вып. 3/4. — С. 1—12 (4-я паг.).
- М. А. Дикарев // Филологические записки. — 1900. — Вып. 1/2. — С. 24—32 (5-я паг.).
- И. М. Желтов // Филологические записки. — 1900. — Вып. 6. — С. 5—8 (6-я паг.).
- Павел Васильевич Шейн : (По поводу второй годовщины его смерти) // Филологические записки. — 1902. — Вып. 6. — С. 5—8 (6-я паг.).
- К празднованию тридцатипятилетней педагогической деятельности К. В. Ельницкого // Филологические записки. — 1903. — Вып. 4/5. — С. 1—6 (11-я паг.)
- Жизнь и творчество Ивана Саввича Никитина: ([Ум.] 16 окт. 1861 г. — 16 окт. 1911 г.) / С. Н. Прядкин. — Воронеж: Типо-лит. т-ва «Н. Кравцов и К°», 1911. — 52 с.
- Человек-педагог: Из жизни и деятельности бывшего учителя и инспектора гимназии [Цветаева Федора Владимировича] / П. — Воронеж: Тип. В. И. Исаева, 1904. — [2], 34 с.